# یواس‌اس مینیدوکا (ای‌کی-۱۹۶)
یواس‌اس مینیدوکا (ای‌کی-۱۹۶) (به انگلیسی: USS Minidoka (AK-196)) یک کشتی بود که طول آن 388' 8" بود. این کشتی در سال ۱۹۴۵ ساخته شد.